# Xã Military, Quận Winneshiek, Iowa
Xã Military (tiếng Anh: Military Township) là một xã thuộc quận Winneshiek, tiểu bang Iowa, Hoa Kỳ. Năm 2010, dân số của xã này là 1.308 người.